# David Capistrano da Costa
David Capistrano da Costa (Boa Viagem, 16 de novembro de 1913 – Brasil, 16 de março de 1974) foi um político, militar e guerrilheiro brasileiro, dirigente do Partido Comunista Brasileiro (PCB). Fez parte da resistência contra a ditadura militar brasileira.

## Biografia
Nasceu em Jacampari, um pequeno distrito do município de Boa Viagem. Filho de José Capistrano da Costa e Cristina Cirila de Araújo. Aos 13 anos, muda-se para o Rio de Janeiro por causa da seca, e trabalha em bares e botequins, até entrar no Exército, aos 18 anos. Enquanto cabo e aluno da Escola de Aviação Militar, conhece o tenente Ivan Ribeiro, que intermediou sua entrada no Partido Comunista. Participa da Aliança Nacional Libertadora (ANL) e da Intentona Comunista, como sargento da Aeronáutica, sendo expulso das Forças Armadas e condenado pelo Estado Novo a 19 anos de prisão. Em 1936, ajudado por amigos militares, foge de Colônia Penal dois Rios, em Ilha Grande (Rio de Janeiro), onde cumpria pena. Atravessa a fronteira do Brasil com o Uruguai e vai para  a Espanha, integrando as Brigadas Internacionais na luta contra o fascismo de Francisco Franco. O republicanismo espanhol dispensou as Brigadas Internacionais em 1938.
Em 1939, participa da Resistência Francesa na Segunda Guerra Mundial, contra a ocupação nazista. Preso em ação, é deportado para o campo de concentração em Gurs, na Alemanha, mas consegue ser libertado por membros da resistência. Volta ao Brasil em 1942, para tentar reassumir seu cargo nas forças armadas, mas não consegue. Depois de uma nova temporada na cadeia e com o fim da Segunda Guerra Mundial, é anistiado em 1945 e em 1946 se elege Deputado Estadual em Pernambuco pelo Partido Comunista Brasileiro. No ano seguinte, casa-se com Maria Augusta de Oliveira, também militante do PCB do estado da Paraíba. Em 1947, o registro do PCB é cassado, então ambos vem para São Paulo, clandestinos. Em 1948 é visto no Rio de Janeiro partindo para a antiga União Soviética.
De volta ao Brasil, em 1957, esteve em diversas regiões do país, ainda clandestinamente. Em 1964, com o Golpe Militar, sua situação política passa de clandestino para procurado e perseguido político, pois seus direitos políticos foram cassados em junho de 64. Em 1972 vai para a Checoslováquia como representante do PCB, porém dois anos depois é substituído por problemas de saúde . Volta ao Brasil em 1974.

## Desaparecimento e Morte
Maria Augusta, companheira de David, foi avisada que ele havia saído de Uruguaiana no dia 15 de março de 1974, em companhia de José Roman, outro militante comunista, que buscou-o em um carro Volkswagen, para transportá-lo para São Paulo onde encontraria sua família. O percurso era longo e Maria aguardava notícias, quando, em 19 de março, Lidia recebeu um telegrama de seu esposo, José Roman, avisando que tudo correra bem . Porém, no dia 21 de março, Luiz Roman, seu filho, recebeu um telefonema avisando que seu pai se encontrava preso. Após essa data, nenhum dos dois foi visto ou entrou em contato com seus familiares. Pelas datas do telegrama, assume-se que os dois foram presos próximo ao município Franco da Rocha, em São Paulo.
O Habeas Corpus de David foi pedido por Maria Augusta no dia 25 de março de 1974  através do advogado Aldo Lins e Silva, mas os órgãos de repressão negaram a prisão de David. Em 19 de julho do mesmo ano, o Presidente da França, Valéry Giscard d'Estaing enviou uma carta ao governo brasileiro pedindo a intervenção para que a vida de David Capistrano fosse preservada, pois ele era considerado herói de guerra por ter combatido o nazismo. A embaixada brasileira negou a prisão e informou desconhecer o paradeiro de David.
No dia 1º de abril de 1987, a revista Isto É publicou uma entrevista com o ex-médico e torturador Amílcar Lobo, que serviu no Quartel da Polícia do Exército do Rio de Janeiro, onde funcionava o DOI-CODI, em que ele declarou trabalhar na casa da rua Arthur Barbosa, em Petrópolis, conhecida como Casa da Morte. Procurado pela filha de David Capistrano, Maria Carolina, Amílcar Lobo contou que seu pai foi torturado nas dependências daquela casa vindo a falecer em consequência das torturas. No dia 26 de setembro de 1992 foi encontrado um documento oficial nos arquivos da Secretaria de Justiça do Rio de Janeiro, no prontuário de nº 3.579, onde constou-se que David Capistrano estava realmente preso no dia 16 de setembro de 1974. No dia 18 de novembro de 1992, o ex-Sargento integrante do DOI-CODI São Paulo, Marival Dias Chaves do Canto, declara em entrevista à revista Veja que David Capistrano foi executado e esquartejado na Casa da Morte, tendo seus restos mortais ensacados e jogados em um rio.
A revista Isto É do dia 31 de março de 2004 relata que o desaparecimento dos dirigentes do PCB fazia parte de uma iniciativa contra o Partido, da qual o Coronel Aldir dos Santos Maciel foi dirigente. Essa ação tinha como objetivo prender e executar os membros do Comitê Central do PCB. A operação iniciada em 1973 levou o nome de Operação Radar, resultou na morte de 20 membros do Comitê Central do PCB. Além disso, as gráficas clandestinas do partido foram localizadas e destruídas, assim como foram desmanteladas os diretórios do partido e 679 pessoas foram presas.

## Reconhecimento
Seu nome consta no anexo da Lei 9140 de 1995 como reconhecimento de sua prisão e morte sob responsabilidade do Estado.

## Ver Também
Relato da neta de David Capistrano, Cecília Capistrano, sobre sua infância durante a ditadura 
Lista de mortos e desaparecidos políticos na ditadura militar brasileira